# 니콜라이 세묘노프
니콜라이 니콜라예비치 세묘노프(영어: Nikolay Nikolayevich Semyonov, 러시아어: Никола́й Никола́евич Семёнов, ForMemRS, 1896년 4월 15일 ~ 1986년 9월 25일)는 소련의 물리학자, 화학자이다. 1956년 화학반응 메커니즘을 연구한 공로로 시릴 노먼 힌셜우드와 함께 노벨 화학상을 수상했다.

## 수상 경력
- 레닌 훈장 : 9회[2](1945, 1953, 1956, 1966, 1971, 1976, 1981 포함[3])
- 스탈린상(1941, 1949)[3]
- 노동적기훈장(1946)[3]
- 노벨 화학상(1956)
- 사회주의 노동영웅(1966, 1976)[3]
- 로모노소프 황금 메달(1969)
- 레닌상(1976)[3]
- Order of the October Revolution(1986)[3]

## 회원
- 왕립학회 외국인 회원(1958년)[1]
- 헝가리 과학 아카데미 명예회원(1961년)
- 뉴욕 과학 아카데미 명예회원(1962년)
- 미국 과학 아카데미 외국인 회원(1963년)
- 루마니아 아카데미 명예회원(1965년)

## 같이 보기
- 연쇄반응
- 화학 반응속도론